# 第一次教科書問題
第一次教科書問題（だいいちじきょうかしょもんだい）とは、1982年6月26日に文部省が教科書検定により高校の歴史教科書において中国華北地域等アジアへの「侵略」を「進出」と書き換えさせたとして日本のマスコミがいっせいに報道したことをきっかけに、日本国内および外交上に生じた一連の騒動や問題。日中戦争では「進出」ではなく「侵入」「侵攻」への書き換え、「侵略」の削除や、東南アジアでは「進出」への書き換えはあったものの、1982年の検定過程単体だけであれば、中国華北地域について、文部省の指導により「侵略」を「進出」に書き換えられた例は無かった。新聞報道も実際には文部省（当時）の検定官の圧力で侵略表現が薄められたことを問題にし、また、中国（ないし華北）への「侵略」を「進出」に変えさせた実例は無いとして、教科書誤報事件と呼ぶ者もいる。

## 問題の経緯

### 教科書検定をめぐる各社の報道
1982年（昭和57年）6月26日、大手新聞各紙および各テレビ局は、「文部省（現在の文部科学省）が、教科書検定において、高等学校用の日本史教科書の記述を（中国華北に対する）“侵略”から“進出”へと改めさせた」と一斉に報じた。『朝日新聞』は「教科書さらに『戦前』復権へ・『侵略』表現薄める・古代の天皇にも敬語」、『毎日新聞』は「教科書統制、一段と強化・過去の日本、正当化・“自衛隊合憲”の記述定着」、『読売新聞』は「自衛隊成立の根拠を明記・明治憲法の長所も記述・中国『侵略』でなく『進出』」といった見出しが並んだ。これらは、1980年戦後初の衆参同時選挙による自民圧勝により、自民党や一部学者グループによる”教科書偏向キャンペーン”に沿った検定圧力が1981年の『現代社会』教科から文部省の検定官らから強まった結果であった。
同日付の『東亜日報』では「日本、教科書検定強化、古代の天皇に敬語、侵略の用語を抑制」と二段で簡単に報道しただけであった。約二週間後の7月8日付社説でも取り上げられたが、この時点ではさほど大きな問題になってはいなかった。
7月23日、小川平二文部大臣が日教組委員長に「外交問題といっても、内政問題である」と発言したことと、松野幸泰国土庁長官が小川文部大臣に「日韓併合でも、韓国は日本が侵略したことになっているようだが、韓国の当時の国内情勢などもあり、どちらが正しいかわからない」と語ったことが報道された。これらの発言は中国や韓国で取り上げられ、批判報道が繰り広げられることになった。韓国ではこの発言を契機に教科書検定が大々的に報道されるようになったと言われている。中国は国営新華社通信や共産党機関紙「人民日報」が繰り返し非難したのに続き、7月26日、肖向前第1アジア局長が日本大使館の渡辺幸治公使を呼び、「歴史を改竄した」「日中共同声明の精神に反する」などと抗議し、韓国政府も8月3日に日本政府に記述の是正要求を行い、大きな外交問題へと発展した。こうした批判報道を受けて、日本 のメディアも「歴史認識問題」として歴史教科書問題を認識するようになった。
約一ヵ月後中国政府から公式な抗議があり、8月1日には、小川平二文相の訪中拒否を一方的に通告。また、韓国マスコミも反発した。

### 韓国国内の反応
共同通信ソウル支局長として韓国マスコミの反発ぶりを最初に日本に伝えたという黒田勝弘は、当時の韓国には、光州事件などを経て成立した全斗煥体制に、政権の正当性に関するコンプレックスがあったため、「反日」で国民を動員したいという事情があったと分析している。
韓国学学者の田中明はこの誤報事件問題当時の、ソウル在住の日本人の回想を紹介している。その日本人は教科書問題について韓国の新聞社から感想を求められたので「現物を見てからでないとコメントできない。一度それをみせてくれ」と求めたところ、そういうものは社にはないと言われたという。大々的なキャンペーンを張りながら、その基礎となる教科書なりコピーなりを持っているのだと思っていたが、「とすると、日本の報道を鵜呑みにしていて紙面を作っていたのか」と愕然としたという。田中はこの件について、もし日本で進歩陣営による多年にわたるキャンペーンがなかったら、果たして教科書問題は起きただろうか、と疑問を呈し、引き金となった中国の抗議が「日本の新聞報道によると」で始まっていたことは、まことに正直であったとしている。

### 1982年の国会答弁
1982年7月30日の第96回国会衆議院文教委員会にて文部省の鈴木勲初等中等教育局長は、「日中戦争における日本軍の中国侵略が『進出』それから『進攻』という用語に変えられている」という中国からの抗議について説明を求められたのに対し、「この華北への侵略というような点については、今回の検定の教科書を精査いたしましたが、この部分についての該当は当たらない」と答弁した。
同日の衆議院外務委員会にて文部省の藤村和男初等中等教育局教科書検定課長は、「表現が誤りだから訂正をしなければならなかったのかどうか」と見解を問われたのに対し、「ことしの春終了しました教科書の検定で、日本史、世界史の中で調べてみますと、原稿が『華北侵略』あるいは『全面的侵略』となっておって、それに意見をつけて『華北進出』『全面的進出』というふうに改められた事例は見当たらない」と答弁した。
これらの答弁は、「今年の検定で『侵略』を『進出』と変えた例はいまのところの文部省調査では見当たらない」（朝日新聞、7月30日）。「これまでの調べでは今回の検定で『侵略』が『進出』に言い換えられた例は見つかっていないという」（毎日新聞、7月30日）。「検定前も『日本軍が華北に進出すると…』であり、『中国への全面的侵攻を開始した』である。検定で変わってはいないのだ」（産経新聞、7月28日）というように新聞各紙で報道された。
朝日新聞は、8月14日に「『侵略』を『進出』になどと歴史教科書の記述を検定によって書き改めた、いわゆる歴史教科書問題は、・・・」と報道した。8月25日には「文部省は・・・今回の検定で・・・中国側が指摘しているような、日本軍の華北への侵略、中国への全面侵略の『侵略』を『進出』に変えた例は、いまのところ見当たらない」ことを7月30日に続いて報道し、「朝日新聞社のその後の調査によっても、文部省のこの発言は事実と認められる」と、当初の華北部分については報道が誤報であったことを再度確認する記事を掲載した。
一方、国会での藤村答弁以降すぐに「侵略」を「軍事行動」に書き換え「東南アジアへ侵略」を「東南アジアへ進出」と書き換えた帝国書院版の実例があると指摘され、前述のように「侵略」を「進出」に書き換えるB意見の改善意見が実教出版版「世界史」にも存在していたことも指摘された。以後の国会での論戦は、最初に報道された「華北」部分以外の侵略進出書き換えについてであった。
つまり、華北部分についての書き換えが無かったことが政府説明員の答弁で確認された後は他部分の書き換えを何故したかの追及に変わったのである。政府説明員の答弁は「用語の統一」であったが、質問者は「それでは何故、ドイツや蒙古（モンゴル）は『侵略』で日本は『進出』にしたのか」と詰問した。この論議の果てに宮澤談話が出たのである。
なお、歴史分野における教科用図書検定では、個別の教科書ごとに全体的な記述の調和を取るということで教科書内の用語使用に言及する「改善意見」（現在の「検定意見」の1部分に相当）もあった。「侵略」などの用語使用にかかわるものもそれに含まれていたと後者は主張しており、1978年には検定前後で「侵略」が「進出」に変わっている具体例があることを指摘している。
小川文相は、衆議院予算委員会で、教科書の「訂正容認」と「日中戦争は侵略」との旨を発言するに至った。

### 政府見解発表
また、8月23日には鈴木善幸首相が「記述変更」で決着の意向を示し、8月26日には「日本は過去に於いて韓国・中国を含むアジアの国々に多大な損害を与えた」（「侵略」との言葉は使用されていなかった）とする政府見解（宮澤喜一官房長官談話）を発表した。9月26日には首相自ら訪中した。

### 近隣諸国条項
教科書を記述する際、近隣諸国に配慮するという旨の、いわゆる「近隣諸国条項」はこのときの鈴木訪中で生まれたと言われている。

### 誤報の主張と各紙の対応
書き換え報道があってから2ヶ月後の9月2日、文藝春秋のオピニオン誌『諸君!』に渡部昇一の「萬犬虚に吼えた教科書問題」が掲載された。また同日発売の『週刊文春』には「意外『華北・侵略→進出』書き換えの事実なし」という記事が掲載され、「侵略進出書き換えは誤報である」と主張した。新聞報道は文部省（当時）の検定官の圧力で教科書の記述から当時の日本の侵略表現が薄められたことを問題にし、また、実際にその具体例を多数挙げていたものだが、渡部の主張は、最終的にはあくまで華北への侵略→進出への書き換えがあったかどうかの一点を問題にしたもので、本質から外れるようにも見えるが、彼としてはこの点において中国等の批判を受けることになったと考え、日本人の利益が損なわれることもあったとするものである。また、その後もマスコミ批判あるいは日本乃至政府の擁護をする立場からは、この問題を単に誤報事件として（とくに朝日新聞社等の）マスコミ批判に使うだけでなく、あたかも侵略を否定する方向での文部省による検定制度を通じた教科書執筆者への干渉そのものが無かったかのように思わせる形で使われる例も多い。
産経新聞がその後の9月7日に一面で訂正・お詫びを掲載した。
毎日新聞は9月10日付「デスクの目」で、この問題に触れ、「当初は、これほどの問題に発展すると予測できず、若干、資料、調査不足により読者に誤った解釈を与える恐れがある部分もあった」「不十分な点は続報で補充しており、一連の報道には確信を持っている」と書き、読者の理解を求めている。
読売新聞は、9月28日付夕刊よみうり寸評にて、東南アジアでの「侵略」を「進出」に書き換え、日中戦争でも「侵略」を「侵入」「侵攻」と改めさせたり、「侵略」の語を削除された例は4つあると指摘。「侵略」の語が検定で強制的に改められるのは昭和30年代からであり、今回の書き換え報道の前に1981年11月から1982年5月までの連載で「侵略」追放を報じていたので、「今回初めて『侵略』が『進出』に書き換えられた」との誤報はしなかったと主張した。また、当初の6月26日の記事本文においても、取材の結果として、教科書会社自体が、本来は『侵略』を使いたいのだが前年の検定での対応を見て原稿本の段階で『進出』にしたと語っていることを報じている。
朝日新聞は、中国（ないし華北）への『侵略』という言葉については、当初6月26日の一覧表の中で、華北を『侵略』が華北に『進出』、中国への『全面侵略』が中国への『全面侵攻』とされた例を挙げているだけで、単にそれぞれを検定前と検定後とし、必ずしも同年の検定によるものとしておらず、また、別の記事本文においても執筆者への取材により、実際に「侵略」を「進出」等に書き換えるよう、たびたび言われていることを報じている（強制である「修正意見」ではなく、要請である「改善意見」と思われる）。しかし、朝日新聞は同年9月19日『読者と朝日新聞』の欄で「教科書への抗議と誤報」と題し、中川昇三社会部長名の四段の囲み記事において「『侵略』→『進出』今回はなし」「問題は文部省の検定姿勢に」と報じた。そして「一部にせよ、誤りをおかしたことについては、読者におわびしなければなりません」としながら、「ことの本質は、文部省の検定の姿勢や検定全体の流れにあるのではないでしょうか」「侵略ということばをできる限り教科書から消していこう、というのが昭和三十年ごろからの文部省の一貫した姿勢だったといってよいでしょう」と伝えた。

### 2001年の国会答弁
2001年3月12日の参議院予算委員会において竹村泰子参議院議員は、「侵略を進出と書き直したことによってアジア諸国から猛然と抗議が来たわけですよね」と質問した。これに対して町村信孝文部科学大臣は、「そのような報道があったが、誤報であることが判明した。書き換えた教科書は、その時点では存在していない」と答弁している。
一方、同年5月23日の衆議院文部科学委員会で文部科学省の矢野重典初等中等教育局長は、「私どもの確認は、五十六年度の検定で、東南アジアの侵略について、それを進出に改めたという事例があることは事実でございますけれども、今回の一連の報道、また一連のそれへの対応は、中国への侵略を進出に書き改めたという報道が誤りだったということに一つの発端があったことは事実でございます」という答弁をした。
同年5月30日の衆議院文部科学委員会で中西績介衆議院議員はこれらの答弁を受けて、「議事録を読んでも、町村前大臣は、答えの中には中国という言葉は一口も入れていないんです。そして、結局、侵略を進出というような言葉がなかったという言い方をするんです。ですから、私は、中国ということが入っておれば、そこだけについては十分だと思いますよ。しかし、そのことは入っておらない。ところが、この前も確認いたしましたように、文部省も文書にちゃんとして残しておりますように、東南アジアの場合にはちゃんと、侵略を進出と書きかえさせている。同時にまた、たくさんの例があるということをこの前私は挙げましたけれども、侵略を消していろいろな表現に変えておるというのは、これはもう十以上もあるんですね。」と質問した。それに対して岸田文雄文部科学副大臣は「去る五月二十三日の本委員会で、昭和五十六年度に実施した高等学校の教科書検定では、日中戦争に関しては侵略を進出と書き改めた事例はなかったが、日本の東南アジアへの侵略を進出と書き改めた事例があったという答弁をしたわけですが、その五月二十三日の本委員会での答弁と、先ほど申しました町村大臣との答弁、矛盾はしていないというふうに理解しております。」と、中国以外では侵略を進出に書き換えた事実があったことを認める答弁をした。

## 本問題をめぐる議論
本問題の議論には、歴史学者、教育学者、評論家など多くの人々が参加した。また、侵略という用語をめぐっての議論もあった。

### 歴史学者の意見
中村政則は以下のように記している。
藤原彰は1994年8月に出版された著書の中でも「文部省の歴史教科書の検定が『侵略』を『進出』に直させた」と書いている。
柴垣和夫は同シリーズの別の巻で、「私が本書を執筆している1982年という年は、戦前の日本の朝鮮にたいする植民地支配や中国侵略に関する検定教科書の記述をめぐって、韓国と中国からきびしい批判が噴出した年であるが、その過程で、『侵略』を『進出』に書きかえさせる検定が、まさにこの年からはじまったことが明らかにされている」と書いている。
森武麿は一般向け通史『日本の歴史20 アジア・太平洋戦争』集英社において、以下のように記している
中村隆英は1993年出版の『昭和史』において、「日本の韓国と中国への『侵略』という表現を、教科書検定のさい『進出』と直させたという報道は、いちどに韓国と中国を硬化させ抗議がつづいた」と書いている。
小島晋治と丸山松幸は「1982年7月の日本の文部省の『教科書検定問題』（中国『侵略』という表現を改めさせたこと）に対する中国政府の公式抗議」と記している。
笠原十九司は「新聞各紙は、高校社会科教科書の文部省検定結果を報道し、多くの教科書で侵略の記述が薄められ、『侵略』という記述に検定意見がつき、『進出』『侵入』『侵攻』などという記述に改めさせられた」と記している。
倉沢愛子は2002年7月に出版された著書において「1982年に、文部省の検定で、日本の高等学校の教科書の記述をアジアへの『侵略』から『進出』という曖昧な用語に書き換えさせたという報道がなされ、これに対し、アジア諸国が激しく異議を唱えたのであった」と書いている。
吉田裕は「1982年6月25日、文部省は翌年4月から使用される高校用教科書の検定結果を公表し、翌日の新聞各紙はその内容を詳しく報道した。ところが、この報道によって、文部省が日本の対外侵略を『侵入』や『進出』に、朝鮮の三・一独立運動を『暴動』などと書き直させていた事実が明らかになると、アジア諸国は敏感に反応し、中国や韓国では厳しい対日批判がまきおこる。教科書検定の国際問題化である。この時の初期の報道の一部に「誤報」があったのは事実だが、「侵略」という表現を排除する検定が一貫して行われてきたのは確かである」と記している。
秦郁彦は、歴史教科書問題について和田春樹が「韓国と中国の批判が、わが国の反動派、右派に痛撃を与えてくれた」と1983年3月に発言したとし、「日本人としての『国益意識』がほとんど見られない」「こんな心がけで、運動を広げられては我が国益は害される一方と思う」と論評している。

### 教育学者の意見
山住正己は「とくに歴史教科書の検定は、82年夏に中国・韓国などアジア諸国から歴史を歪曲するものとの強い批判を受けるほど、政府の意図によって強化された」と記している。
中内敏夫は「ここ数年、日本がかつて行ったアジアでの軍事行動やその舞台に登場した軍人・兵士・その家族たちを、国の教科書上で復権させる動きが続いている、国際問題にまで発展した日中戦争の性格づけをめぐる『侵略・侵出（ママ）』問題がその一つである」と記している。

### 評論家の意見
鶴見俊輔は以下のように記している。
日高六郎は以下のように記している。
弁護士の内田雅敏は、「1982年、文部省が教科書検定に際して高校の社会科教科書の記述を『侵略』から『進出』へと書き換えさせていたことが発覚したことを契機として、アジア各国から激しい非難がまき起こった」と記している。
内田健三は「不測の波乱が起こった。教科書検定問題である。文部省による歴史教科書の検定で、中国大陸への日本の『侵略』が『進出』と書き換えられたり、韓国の抗日三・一独立運動が『暴動』と表現されているとして、中国と韓国が7月下旬相次いで日本政府に抗議し、記述の訂正を求めてきた」と記している。

### 日韓・日朝関係の研究者の意見
鄭大均は、戦後における韓国と日本の「眺め合い」の関係を三段階に分けて捉えているが、第二期と第三期の境界にあたる出来事として、この問題を挙げている。なお、一期と二期の境界は日韓国交正常化としている。
在日朝鮮人2世である尹健次は、次のように記述している。

### メディア論者の意見
佐藤卓己と福間良明は、中国戦線に限れば「侵略」から「進出」への書き換えがあったとする報道は誤報だとした。ただし福間は、誤報を「真実」と受け止めがちな素地があったこと、東南アジアでは「侵略」から「進出」への書き換えがあったこと、三・一運動は「暴動」に書き換えられていたこと、をあわせて指摘している。

### 誤報の主張
『諸君!』に掲載された渡部昇一の記事は、板倉由明の調査や産経新聞の記事、8月6日付世界日報「テレスコープ」「実際は変わっていない“教科書”」「一部を誇大に報道」「『侵略』記述は、逆に増加」などを参考にしていた。また、これに先立ち渡部は8月22日放映の『竹村健一の世相を斬る』に出演し、用語を書き改めた教科書が皆無であることを明確に断言していた。渡部によれば、『週刊朝日』はこの問題について野坂昭如との対談企画を渡部に持ちかけ、また、「書き換えは存在しない」ことのソースをしきりに知りたがったという。しかし、『諸君!』発売日に『週刊文春』でも「誤報発生のメカニズム」が掲載されていたため、今更対談など行っても無意味と見たのか、その後週刊朝日は何も言ってこなかった、と渡部は主張している。